# Прекрасная Магелона
«Прекрасная Магелона» (фр. Pierre de Provence et la belle Maguelonne) — анонимный французский рыцарский роман в прозе, написанный около 1438 года.

## Сюжет
Пьер, сын графа Прованского, прослышав о красоте Магелоны, дочери неаполитанского короля, отправляется в Италию, пленяет сердце принцессы и похищает её. Случай их разлучает. Пьер попадает в плен к сарацинам, которые увозят его за море, ко двору султана, где он быстро становится его доверенным лицом. Магелона, одевшись паломницей, добирается до Прованса, где устраивает приют для недужных бедняков. Спустя много лет в этом приюте оказывается Пьер, больной и несчастный, не подозревая, что здесь он найдет Магелону.

## Переделки
Из многочисленных переделок романа известна немецкая народная книга того же названия, которую в свою очередь переработал Людвиг Тик, а на стихи Тика Брамс написал вокальный цикл. Через польское посредство та же народная книга попала в Россию и стала чрезвычайно популярной под названием «Петр Златых Ключей», где Магилона именуется Магиленой.